# Real Club España
El Real Club España, A.C., conocido simplemente como Club España o España, fue un club promotor mexicano de deportes que jugó en la Liga Mayor de Fútbol y que tenía como sede el estadio Parque España de la Ciudad de México cuando fue un equipo de fútbol. Fue uno de los equipos más populares en la época «romántica» del fútbol mexicano y el más exitoso de la primera mitad del siglo XX en el balompié nacional. Su extenso palmarés lo componen 5 títulos de la Liga Mexicana, 2 de la Liga Nacional, 7 de la Liga Mayor, 1 de la Copa México, 4 de la Copa Tower, 3 de la Copa Eliminatoria y 2 de Campeón de Campeones. A ello se suman el primer torneo de fútbol con alcance nacional, la llamada Copa Centenario y el reconocimiento (el primero en recibirla) de la Copa Challenger que obtuviera en 1916 y 1934, luego de concretar un tricampeonato o un quinto título alternado respectivamente.
Identificado como uno de los dos clubes representativos de la comunidad española en México (junto al Asturias); evolucionó de un club de fútbol a uno multideportivo, social y cultural. Si bien el equipo se retiró oficialmente del fútbol profesional el 23 de julio de 1950, el club actualmente permanece como un promotor e impulsor del deporte y compite en la LIFSA, A.C (Liga Interclubes de Fútbol Soccer Amateur, A.C.).

## Historia

### Inicios

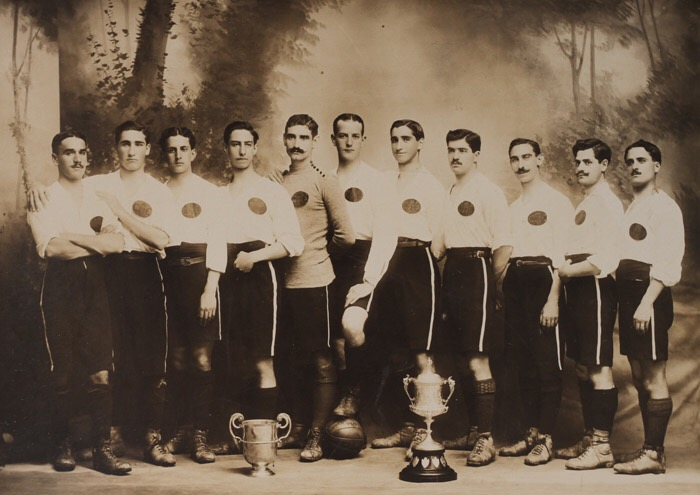
Plantel del Club España campeón de la Copa Tower 1914-15 y la Liga Mexicana de Football Amateur Association en 1915-16.

El Club de Foot-Ball España se estableció el 20 de marzo de 1912, producto de una separación del antiguo Club San Pedro de los Pinos. En dicha entidad se practicaba fútbol pero el Cricket era el deporte principal, es por eso que dos años después, con el propósito de jugar fútbol, diez jóvenes emigrantes españoles emprenderían el proyecto de crear un nuevo club y formarían al memorable equipo “español”. Francisco Arias, Ramón Lanza, Pedro Bargay Fusté, Delio Bonet, los hermanos Eulalio e Hilarión Badiola, José Larrañaga, Enrique Escalada, Francisco Gómez Alonso y Rafael Fernández fueron sus fundadores, todos ellos empleados de casas comerciales hispanas establecidas en la capital de la República Mexicana, redactaron inclusive un acta constitutiva, que se conserva en la sala de trofeos del Club España. Con el poco capital que lograron juntar, comprarían un balón de cuero, los palos para las porterías y guardaron una parte, para capitalizar al nuevo equipo. 
Instalados en un terreno de Santa María la Ribera, entre Fresno y La Rosa, entrarían a la Liga ese mismo año y es tal la aceptación, que casi de inmediato se mudan a lo que hoy en día conocemos como el Parque España, en la Condesa, en donde una pequeña casita de madera les servía de vestidor y algunos tablones de tribunas, para los aficionados que comenzaban a seguir al conjunto. 
Este equipo, creado mediante el sistema de socios, tal y como se da en España, pasa de 20 en 1913 a 83 en 1914 y logran meter en el partido por el campeonato ante el decano Pachuca, a 5,000 aficionados en el campo del Reforma, algo que no había ocurrido en México. 
La colonia hispana acepta de tal manera al equipo, que a comienzos de 1915 ya cuenta con 1500 socios, todos ellos españoles o hijos de hispanos ya nacidos en México.
Uno de los grandes logros del club, según cuentan las crónicas de aquel entonces, fue que muchos jóvenes españoles acostumbraban dedicar el fin de semana a la vagancia o a visitar prostíbulos, cantinas y tabernas, y a raíz de los primeros campeonatos del España, esto cambió radicalmente, concentrándose ya en el fútbol.
Esto tiene sobre todo una razón de ser que deberían de seguir hoy en día los equipos de fútbol. El España tenía en cada barrio un equipo. Estos conjuntos, se enfrentaban entre sí con otros “España” de los barrios vecinos, por lo que cada fin de semana había decenas de encuentros en la Ciudad de México y en diversas partes de la República. Esto fomentaba, además de una sana convivencia, que cada día se sumaba un mayor número de aficionados y socios, que aportaban cada uno 1 peso al mes para el sostenimiento del Club, y de igual forma, surgían potenciales jugadores para el primer equipo.
A inicios de 1918 el club cambió su denominación por la de Club España Confederación Deportiva, de acuerdo a lo dispuesto por la junta superior de la Confederación Española de clubs deportivos radicados en el país.

### Trayectoria y trascendencia
Seis meses después de su fundación el España ingreso a la Liga Mexicana, ocurriendo su debut el 6 de octubre; casi dos años después conseguiría su primer título de liga, dentro del torneo 1913-14; Después de dicha campaña, los jugadores del club Antonio y Jaime Arrechederra tuvieron la idea de dar un trofeo a aquel equipo que fuera capaz de lograr un tricampeonato de forma consecutiva o cinco de forma alternada, con lo cual fue donada la Copa Challenger. La idea fue fructifera, pues sería precisamente el cuadro hispanista el primero en conseguirla. El cuadro hispano acabó con el dominio de los equipos ingleses, en parte por la salida de muchos de los futbolistas británicos (con la consecuente caída en el nivel de las escuadras integradas por ellos) por la coyuntura de la Gran Guerra en Europa; El España asumió el rol de equipo protagonista, favorecido no solo por el nivel de los jugadores españoles, en detrimento de otras comunidades extranjeras y los propios mexicanos, sino por la relativa bonanza económica que tenían los miembros del club, lo que le permitió tener acceso a campos, entrenadores, balones y equipamiento casi profesional. La consecuencia de lo antes mencionado sería el surgimiento de la segunda gran dinastía de la liga mexicana (luego del Reforma), conquistando cuatro títulos consecutivos.
El poderío económico del club le permitió tener influencia sobre la incipiente organización del balompié mexicano, que dependía en cierta medida de la infraestructura que proveía la institución; sin embargo eso le acarreó diversas problemáticas, que ante las afrentas de la Liga, lo llevaron a abandonar en varias ocasiones la competencia. Su primer sainete fue a principios de 1918 al protestar un gol anotado en fuera de lugar, el campeonato lo ganó el Pachuca. Regresó para coronarse en la campaña 1918-19 pero, una temporada después, volvió a salirse de la competencia tras una bronca monumental, sumada a su apoyo al Club Tigres y España de Veracruz, luego de la expulsión del primero, poco antes del inicio de la temporada. Todos ellos se retiraron de la Liga y fundaron el 9 de febrero su propio circuito denominado Liga Nacional. Como dicha idea no prosperó, los albinegros programaron una serie de encuentros amistosos para mantenerse en activo, ante rivales tan diversos como el España de Orizaba al que golearon 9-0 el 20 de octubre de 1919, o sus triunfos 4-0 y 2-0 sobre Tigres, 2-0 sobre el Río Blanco y las conquistas de la Copa Alfonso XIII en una serie de tres partidos sobre el Reforma y de la Copa Elche en dos juegos sobre el Asturias.
El poder e influencia del cuadro hispano era tal, que la prensa de la época optaba por cubrir sus espacios deportivos con dichos encuentros. La injerencia del España sobre los medios, propicio que pocas noticias se publicaran sobre la Liga Mexicana, de la cual únicamente se sabe que el Pachuca se alzó con el trofeo y que la Copa Tower fue suspendida antes de su finalización.
A fines de esa misma campaña, el 2 de junio de 1920, la Liga Mexicana de Aficionados decide expulsar definitivamente al España por no devolver la Copa del Campeonato de Liga y la Copa Tower, trofeos que tenía en custodia como campeón de ambas competencias en la temporada 1918-19, entonces sí, el Real Club decide formar otra liga. La separación de ambas ligas se concretó en la temporada 1920-21; la Liga Nacional incluyó a América, España, Luz y Fuerza, Amicale y el Reforma. La superioridad del España en dicha liga se hizo evidente al ser el conjunto albinegro bicampeón en los únicas temporadas de dicho torneo. Inmediatamente después de la fundación de la primera Federación Mexicana de Fútbol, se unieron los clubes que pelearon por espacio de dos años para formar una sola competencia en agosto de 1922, la que llamaron Campeonato de Primera Fuerza de la FMF. Es decir, ambos torneos se unificaron y nació el antecedente directo de la actual Primera División.
Hacia 1921 logró el privilegio de ganar el torneo conmemorativo por la Consumación de la Independencia, el primero de alcance nacional. En sus filas lucieron jugadores como Luciano y Antonio Arechederra, Jesús Saro, Joaquín Iracheta y Miguel Giralt, este último, autor del gol triunfal de la única victoria de un equipo mexicano, en la primera gira de un club extranjero en el país; en 1927 ante Colo Colo.

### Título deReal
Para 1919, gracias a los logros tanto deportivos como sociales, el España recibió de parte del Rey de España Alfonso XIII el título de “Real”, por lo que a partir de ese año, comenzó a llamarse Real Club España, hecho por el cual pudo lucir en su escudo, la corona real. El título nobiliario fue otorgado en 1919, tal y como ocurriría en la madre patria con diferentes sociedades deportivas desde comienzo de siglo.
El Real Club construyó cuatro parques. En el ubicado entre Paseo de la Reforma y las calles de Génova y Hamburgo, la selección mexicana jugó sus primeros partidos contra Guatemala en 1923 y en 1926, e inauguró el mejor de todos en Melchor Ocampo esquina Villalongín, donde el equipo rojillo disputó 16 partidos.

### Último título y despedida
Luego de una extraordinaria temporada 1943-44, que no se concretó exitosamente con el título, tras perder el partido desempate frente a su gran rival Asturias; el equipo hispanista se adjudicaría de una gran forma el que sería su último campeonato de liga. Teniendo como estandartes a dos cracks de talla mundial, el español Isidro Lángara en el club desde el torneo anterior y el argentino José Manuel Charro Moreno, para muchos los dos más grandes extranjeros que hayan pisado canchas mexicanas, España redondeo una campaña espectacular en la que llegó a hilar ocho victorias consecutivas, para acumular un total de 18 triunfos, más 2 empates y solo cuatro derrotas, un balance goleador de 79 goles a favor y 41 en contra, una cosecha de 38 puntos, con porcentaje de efectividad del 79 por ciento (cifra inalcanzable hasta 1982-83 cuando América lo dejó en 82 por ciento). A las afamadas habilidades de Lángara y Charro Moreno se sumaron gente como el arquero catalán José Sangenís, y una base conocida de jugadores como Carlos Laviada, Domingo Alonso, Fernando García, Manuel Gil Fernández “Cubanaleco”, Carlos Septién, Aedo y José Iraragorri, quienes bajo la dirección técnica del costarricense Rodolfo "Butch" Muñoz, armaron lo que en la época se catalogó como el mejor equipo de la historia. Para ratificar su supremacía este equipo se proclamó Campeón de Campeones, derrotando contundentemente a Puebla 3-0, el 1 de julio de 1945. España campeón de la temporada 1944-45, conserva dos marcas en la etapa de definición por puntos: campeón con más anticipación y mayor diferencial de puntos, luego de obtener el título cuando aún le restaban 4 juegos por diputar, concluyendo la campaña a 8 puntos del subcampeón Puebla.
El 26 y 28 de mayo de 1950 la selección mexicana de fútbol enfrentó en duelos amistosos a un combinado de la liga española que se identificó como España “B”, ambos duelos en el Estadio Olímpico de la Ciudad de los Deportes. El primer juego terminó 3-1 en favor del conjunto español y el segundo con empate a cero. Los dos partidos estuvieron enmarcados por un creciente clima de hostilidad y tensión de parte del público mexicano hacia la afición de origen o ascendente español. La bronca desatada al final del segundo partido por la anulación de un gol español y la molestia sentida por representantes de la comunidad española, que veían como el fútbol se convertía en pretexto para dirimir los recelos y desconfianzas de sectores de la población mexicana contra los ibéricos, ocasionaron que representantes en México de Francisco Franco, recomendaran a los clubes de origen español que se retiraran definitivamente del balompié profesional. La solicitud fue atendida por los dirigentes de los clubes España y Asturias, que finalmente se retiraron de la Liga Mayor antes del comienzo de la campaña 1950-51. El último juego oficial del España fue dentro de la Copa México 1949-50, al caer 2-3 con Atlas el 23 de julio de 1950.

### Liga Española de Fútbol en México
Posteriormente, en 1954 se fundó la Liga Española de Fútbol Amateur A.C. a raíz de lo ocurrido con los equipos profesionales España y Asturias. En sus inicios solamente podían participar jugadores españoles e hijos de españoles. Paulatinamente fue abriendo sus puertas a todos los jugadores sin importar su nacionalidad.
El Real Club España participaría en dicha liga y desde su temporada inaugural, en 1954 y bajo el nombre de Real Madrid, arrasó con la liga durante 10 años, hasta 1964, logrando 7 títulos de Liga (de los cuales fueron un tricampeonato y un tetracampeonato), 6 veces campeón de Copa y 9 veces alzó el Campeón de Campeones. Únicamente fueron rebasados por el Galicia F.C. con 23 títulos acumulados en la misma liga. Su última temporada fue en 1981-82 y el Club España se retira de la Liga Española (la cual se sigue disputando hasta el día de hoy).
Posteriormente ingresó a la LIFSA, A.C (Liga Interclubes de Fútbol Soccer Amateur, A.C.).

### Centenario del Club España

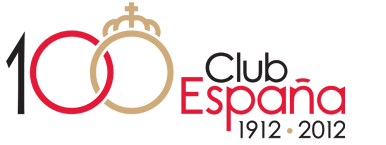
Logotipo utilizado en el centenario del Club España

El Real Club España festejo el Centenario de su fundación. Institución deportiva que nació con el propósito de ofrecer entretenimiento y recreación para la comunidad hispana en 1912, que a la postre se convirtiera en un pilar indispensable en la formación y desarrollo del fútbol mexicano. Dio prestigio a la liga con la adquisición de estrellas internacionales, lo que ayudó indiscutiblemente, al crecimiento y desarrollo del fútbol mexicano. Por tal motivo en todos los partidos de la jornada 11 del Torneo Clausura 2012, se disputó la Copa Centenario del Real Club España, en la que el ganador de cada encuentro se haría acreedor de dicha copa y en caso de empatar el equipo visitante sería el ganador del trofeo.

## Actualidad
En la actualidad el Real Club España aún existe, sus instalaciones continúan en pie en la Ciudad de México y es un club que ofrece la opción de realizar varias actividades deportivas como tenis, natación, polo acuático, nado sincronizado, fútbol, squash, cesta punta, frontón, karate, kendo, baile de salón, baile español, teatro, música, aeróbic, pilates, gimnasia rítmica, ciclo indoor, gimnasia artística, voleibol, resistencia física, cerámica, computación, remo, canotaje, ciclismo, montañismo, entre otros. El gran equipo de fútbol no ha quedado en el pasado pues quedan algunas canchas, fotografías y trofeos para recordarlo.
Además, participa en la LIFSA, A.C (Liga Interclubes de Fútbol Soccer Amateur, A.C.), liga donde también participa el Reforma Athletic Club.

## Escudo

### Evolución del escudo del Real Club España
|               |                |               |
| Primer escudo | Segundo escudo | Tercer escudo |

## Jugadores

### Campeones de goleo
- 1926-27 -  Pedro Arruza
- 1938-39 -  Miguel Gual
- 1943-44 -  Isidro Lángara
- 1945-46 -  Isidro Lángara

## Palmarés

### Época amateur
| Competición nacional                                  | Títulos                                                        | Subcampeonatos                 |
| ----------------------------------------------------- | -------------------------------------------------------------- | ------------------------------ |
| Campeonato de Primera Fuerza de la FMF/Liga Mayor (6) | 1923-24, 1929-30, 1933-34, 1935-36, 1939-40, 1941-42. (Récord) | 1926-27, 1928-29. (2)          |
| Copa México (0)                                       |                                                                | 1937-38, 1938-39, 1940-41. (3) |
| Copa Eliminatoria (3)                                 | 1920-21, 1921-22, 1927-28                                      | 1923-24. (1)                   |
| Copa Challenger (2)                                   | 1916, 1935. (Récord)                                           |                                |
| Liga Mexicana de Football Amateur Association (5)     | 1913-14, 1914-15, 1915-16, 1916-17, 1918-19.                   |                                |
| Liga Nacional (2)                                     | 1920-21, 1921-22. (Récord)                                     |                                |
| Copa Tower (4)                                        | 1914-15, 1916-17, 1917-18, 1918-19. (Récord)                   |                                |
| Copa Centenario (1)                                   | 1921. (Récord)                                                 |                                |

### Época profesional
| Competición nacional           | Títulos           | Subcampeonatos |
| ------------------------------ | ----------------- | -------------- |
| Primera División de México (1) | 1944-45.          | 1943-44. (1)   |
| Copa México (1)                | 1943-44.          |                |
| Campeón de Campeones (2)       | 1943-44, 1944-45. |                |

### Ligas amateur
| Competición regional amateur                                        | Títulos                                                  | Subcampeonatos        |
| ------------------------------------------------------------------- | -------------------------------------------------------- | --------------------- |
| Liga Española de Fútbol Amateur A.C. (7)                            | 1954-A, 1954, 1955, 1957, 1958, 1959, 1960               | 1956, 1964, 1969. (3) |
| Copa de la Liga Española de Fútbol Amateur A.C. (6)                 | 1954-A, 1954, 1958, 1961, 1963, 1964 (Récord compartido) |                       |
| Campeón de Campeones de la Liga Española de Fútbol Amateur A.C. (9) | 1954-A, 1954, 1957, 1958, 1959, 1960 1961, 1963, 1964    |                       |

El título de «Real» y el poder lucirlo en denominación y escudo con la corona real, le fue otorgado por Alfonso XIII —rey de España— en 1919. El hecho era típico en distintas sociedades deportivas españolas de la época, y le fue concedida a la entidad mexicana por su repercusión y honra hacia España.